# 40 Aquarii
40 Aquarii (40 Aqr) è una stella subgigante gialla distante 720 anni luce dal sistema solare, visibile nella costellazione dell'Aquario.

## Osservazione
Si tratta di una stella situata nell'emisfero celeste australe; grazie alla sua posizione non fortemente australe, può essere osservata dalla gran parte delle regioni della Terra, sebbene gli osservatori dell'emisfero sud siano più avvantaggiati. Nei pressi dell'Antartide appare circumpolare, mentre resta sempre invisibile solo in prossimità del circolo polare artico. Si presenta come un oggetto della settima magnitudine e non è, pertanto, visibile ad occhio nudo.
Il periodo migliore per la sua osservazione nel cielo serale ricade nei mesi compresi fra fine agosto e dicembre; da entrambi gli emisferi il periodo di visibilità rimane indicativamente lo stesso, grazie alla posizione della stella non lontana dall'equatore celeste.

## Caratteristiche fisiche
La stella è una subgigante gialla, di tipo spettrale G5 IV. La sua velocità radiale negativa indica che la stella si sta avvicinando al sistema solare.